# Nicole Ameline
Nicole Ameline (sinh ngày 4 tháng 7 năm 1952 tại Saint-Vaast-en-Auge) là một chính trị gia, luật sư, nhà ngoại giao và người ủng hộ quyền bình đẳng phụ nữ tại Pháp. Bà từng là thành viên của Quốc hội Pháp trong nhiệm kỳ từ năm 1991 đến 2017, và giữ nhiều vai trò khác nhau trong Chính phủ Pháp từ năm 1995; bà là Bộ trưởng Biển năm 2002 và Bộ trưởng Bình đẳng giới từ 2002 đến 2005. Bà là thành viên của Ủy ban Liên hợp quốc về xóa bỏ phân biệt đối xử với phụ nữ từ năm 2008 và là chủ tịch của ủy ban từ này năm 2013.
Bà đại diện cho Calvados là một thành viên của đảng Cộng hòa.

## Tiểu sử
Với danh hiệu Tiến sĩ luật, chuyên về môi trường, bà đã được tuyển vào văn phòng của Bộ trưởng Bộ Môi trường, Michel d'Ornano. Một người đàn ông mạnh mẽ đến từ Calvados, anh đã thuyết phục cô đầu tư vào bộ phận của mình. Sau các chức vụ hành chính tại Hornfleur sau đó trên Conseil Général du Calvados, bà đã tham gia chính trường với tư cách là phó cho Michel d'Ornano tại Quốc hội Pháp năm 1988, và tiếp quản ông qua đời năm 1991.
Năm 1993, với chức vụ phó của Yves Boisseau, cô đã được bầu với đa số phiếu trong vòng thứ hai khi tranh vé UDF. Cô đã bị một ứng cử viên của Mặt trận Quốc gia phản đối, và bên trái là Corinne Lepage, người không đủ điều kiện cho vòng thứ hai.
Vào tháng 5 năm 1995 với chiến thắng của Jacques Chirac, cô rời vị trí của mình để vào Chính phủ Alain Juppé. Cùng năm đó, cô đứng đầu danh sách Hornfleur Majorité Présidentielle.Cô rời chính phủ vào tháng 11 cùng với các "Juppettes" khác và cô dễ dàng lấy lại ghế vào tháng 12.
Được bầu lại sau khi giải thể năm 1997, bà là thành viên duy nhất đến từ Calvados. Năm sau, bà gia nhập Hội đồng khu vực Hạ Normandy, với tư cách là Phó chủ tịch, phó cho René Garrec, chủ tịch của khu vực kể từ năm 1986.
Được bầu lại làm thành viên vào năm 2002 dưới biểu ngữ của Liên minh pour la Majorité présidentielle, mới được thành lập từ UMP, bà trở thành bộ trưởng trong chính phủ Raffarin, chịu trách nhiệm về Biển trong một tháng, sau đó chịu trách nhiệm hoàn toàn cho Bình đẳng, cho đến khi Jean-Pierre Raffarin từ chức vào ngày 31 tháng 5 năm 2005.